# Petra Elser

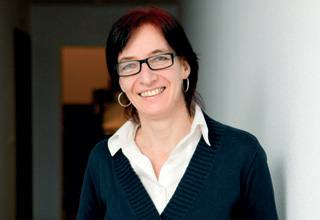
Petra Elser, 2009

Petra Elser (* 26. Mai 1953 in Frankfurt am Main) ist ein ehemaliges Mitglied der baskischen Untergrundorganisation Euskadi Ta Askatasuna (ETA). Sie ist außerdem als Übersetzerin tätig.

## Mitwirkung in der ETA
Petra Elser lebte zunächst in Frankfurt am Main, wo sie in der autonomen und feministischen Bewegung aktiv war. Sie gehörte für mehrere Jahre einem Solidaritätskomitee mit dem Baskenland an.
1991 zog sie nach Madrid, wo sie einem Focus-Bericht zufolge eine Wohnung an der Calle Bravo Murillo 359-2 mietete, die laut spanischen Ermittlern drei Jahre lang für konspirative ETA-Treffen genutzt worden sein soll. Im Oktober desselben Jahres belegte sie an der Universität Complutense Madrid einen Intensivkurs in spanischer Kultur, bis sie 1993 eine Anstellung als Deutschlehrerin in einer Privatschule bekam. Spanische Ermittler gingen davon aus, dass Elser ab Mitte 1994 zum harten Kern der ETA gehörte. In Madrid soll sie Aguirre Lete, einer der führenden Köpfe der ETA, kennengelernt haben. 1994 zogen beide im französischen Baskenland in eine gemeinsame Wohnung und Elser wurde Mutter eines Sohnes.
Elser wurde vorgeworfen, 1994 an der Vorbereitung eines Anschlages auf einen Bus der spanischen Luftwaffe beteiligt gewesen zu sein, bei dem Soldaten zum Teil schwer verletzt wurden. Die Polizei nahm das Paar 1995 im französischen Bayonne fest. Dabei wurden Sprengstoff und Granaten in der gemeinsamen Wohnung sichergestellt. Elser bestritt sowohl die Mitgliedschaft in der ETA als auch die Beteiligung an der Planung eines Anschlags.

## Strafverfahren
Im Februar 2000 wurde sie in Frankreich wegen „Mitgliedschaft in einer kriminellen Vereinigung“ zu 30 Monaten Freiheitsstrafe verurteilt. Im Sommer 2000 wurde sie freigelassen, da sie schon über vier Jahre im Gefängnis saß. Nach ihrer Freilassung lebte und arbeitete sie in Paris. Am 9. November 2001 wurde sie in Paris festgenommen und nach Spanien ausgeliefert. Sie war in Soto del Real bei Madrid inhaftiert. Gegen den Haftbefehl wegen Mitgliedschaft in der ETA ist im Dezember 2001 Widerspruch eingelegt worden.
Nach monatelanger Verzögerung wurde am 14. Juni 2002 vor der Vierten Kammer der Audiencia Nacional de España, dem obersten Strafgericht von Spanien, verhandelt. Die zweite Anklage gegen Petra Elser musste von der spanischen Staatsanwaltschaft wegen mangelnder Beweise eingestellt werden. Für den Vorwurf des 19-fachen Mordversuchs gab es keine fundierten Beweise. Sie hatte stets bestritten, Mitglied der ETA gewesen zu sein oder diese Organisation unterstützt zu haben.
Im Januar 2003 legte Petra Elser nach 14 Monaten in spanischer Untersuchungshaft Verfassungsbeschwerde ein. Am 2. Juli 2003 wurde sie vor dem spanischen Sondergericht Audiencia Nacional de España freigesprochen. Die Richter ordneten daraufhin ihre sofortige Freilassung an. Das Gericht entschied, sie nicht wegen Mitgliedschaft in der bewaffneten Organisation ETA zu verurteilen, weil dies eine verbotene Doppelbestrafung gewesen wäre. Sie musste jedoch 19 Monate im Madrider Untersuchungsgefängnis auf ihren Prozess warten. In Frankreich hatte sie zuvor 17 Monate in Auslieferungshaft gesessen.